# Gornji Lajkovac
Gornji Lajkovac (em cirílico: Горњи Лајковац) é uma vila da Sérvia localizada no município de Mionica, pertencente ao distrito de Kolubara, na região de Kolubara Podgorina. A sua população era de 370 habitantes segundo o censo de 2011.

## Demografia
| 1948  | 1953  | 1961 | 1971 | 1981 | 1991 | 2002 | 2011 |
| ----- | ----- | ---- | ---- | ---- | ---- | ---- | ---- |
| 1 044 | 1 076 | 940  | 818  | 722  | 554  | 446  | 370  |